# Rally Villa de Llanes de 2008
El Rally Villa de Llanes de 2008, oficialmente 32.º Rally Villa de Llanes, fue la trigésimo octava edición y la octava cita de la temporada 2008 del Campeonato de España de Rally. Se celebró del 26 al 27 de septiembre y contó con un itinerario de nueve tramos que sumaban un total de 159 km cronometrados.

## Itinerario
| Día   | Tramo | Nombre          | Distancia | Hora | Ganador              | Tiempo  | Líder                |
| ----- | ----- | --------------- | --------- | ---- | -------------------- | ------- | -------------------- |
| Día 1 | TC1   | Nueva-Labra 1   | 19.90 km  |      | Enrique García Ojeda | 13:35.0 | Enrique García Ojeda |
| Día 1 | TC2   | Siejo-Colombres | 9.89 km   |      | Enrique García Ojeda | 6:00.0  | Enrique García Ojeda |
| Día 1 | TC3   | Siejo-Puertas 1 | 23.78 km  |      | Sergio Vallejo       | 13:53.9 | Sergio Vallejo       |
| Día 1 | TC4   | Nueva-Labra 2   | 19.90 km  |      | Sergio Vallejo       | 13:27.1 | Sergio Vallejo       |
| Día 1 | TC5   | Siejo-Puertas 2 | 23.78 km  |      | Sergio Vallejo       | 13:50.3 | Sergio Vallejo       |
| Día 1 | TC6   | La Tornería 1   | 11.37 km  |      | Sergio Vallejo       | 6:58.7  | Sergio Vallejo       |
| Día 1 | TC7   | Torre-Carmen 1  | 19.86 km  |      | Enrique García Ojeda | 11:54.7 | Sergio Vallejo       |
| Día 1 | TC8   | La Tornería 2   | 11.37 km  |      | Sergio Vallejo       | 6:55.0  | Sergio Vallejo       |
| Día 1 | TC9   | Torre-Carmen 2  | 19.86 km  |      | Sergio Vallejo       | 12:01.4 | Sergio Vallejo       |

## Clasificación final
| Pos. | Piloto               | Copiloto             | Automóvil                | Tiempo    | Diferencia |
| ---- | -------------------- | -------------------- | ------------------------ | --------- | ---------- |
| 1.   | Sergio Vallejo       | Diego Vallejo        | Porsche 997 GT3 RS 3.6   | 1:38:42.4 | 0.0        |
| 2.   | Enrique García Ojeda | Jordi Barrabés       | Peugeot 207 S2000        | 1:39:01.4 | +19.0      |
| 3.   | Luis Monzón          | José Carlos Déniz    | Peugeot 207 S2000        | 1:41:14.7 | +2:32.3    |
| 4.   | Alberto Hevia        | Alberto Iglesias Pin | Mitsubishi Lancer Evo IX | 1:41:28.9 | +2:46.5    |
| 5.   | Pedro Burgo          | Marcos Burgo         | Mitsubishi Lancer Evo IX | 1:44:14.6 | +5:32.2    |
| 6.   | Joan Vinyes          | Jordi Mercader       | Renault Clio R3          | 1:44:31.8 | +5:49.4    |
| 7.   | Miguel Arias         | Roberto Arias        | Mitsubishi Lancer Evo IX | 1:45:13.8 | +6:31.4    |
| 8.   | Carlos Márquez       | Aintzane Goñí        | Mitsubishi Lancer Evo IX | 1:46:26.2 | +7:43.8    |
| 9.   | Fran Cima            | Pablo González       | Renault Clio R3          | 1:47:09.2 | +8:26.8    |
| 10.  | Jordi Martí          | Gabriel Sánchez      | Mitsubishi Lancer Evo IX | 1:47:40.3 | +8:57.9    |